# Petrolisthes borradailei
Petrolisthes borradailei is een tienpotigensoort uit de familie van de Porcellanidae. De wetenschappelijke naam van de soort is voor het eerst geldig gepubliceerd in 1984 door Kropp.